# São Nicolau (Mesão Frio)
São Nicolau ist eine ehemalige Gemeinde (Freguesia) im Kreis (Concelho) von Mesão Frio im Norden Portugals. Die Gemeinde hatte 482 Einwohner auf einer Fläche von 0,45 km² (Stand 30. Juni 2011).
Die Gemeinde stellte eine der zwei Stadtgemeinden der Kleinstadt (Vila) Mesão Frio dar (Santa Cristina war die zweite). So befinden sich Sehenswürdigkeiten wie die romanischen Grabstätten (Arcas tumulares românicas), die namensgebende Gemeindekirche Igreja de São Nicolau und das historische Krankenhaus Hospital da Misericórdia hier.
Im Zuge der Gebietsreform vom 29. September 2013 wurden die Gemeinden São Nicolau, Vila Jusã und Santa Cristina zur neuen Gemeinde Mesão Frio (Santo André) zusammengeschlossen. São Nicolau ist Sitz dieser neu gebildeten Gemeinde.